# أسماك الجري البحرية
أسماك الجِرّيّ البحرية أو أسماك القرموط البحري أو أسماك الأريداي (Ariidae) أو أسماك سلور آريد هي فصيلة من سمك القرموط (السلور) الذي يعيش بشكلٍ أساسي في مياه البحر مع العديد من أنواع الماء العذب والماء المسوس (قليل الملح). وتوجد حول العالم في المناطق الحرارية الاستوائية والدافئة.

## التصنيف
إن علاقات هذه الفصيلة غير واضحة حتى الآن. اثنان من الجنس، الجوجو (Gogo) والأنشاريوس (Ancharius)، تم نقلهما لفصيلةٍ منفصلة تسمى Anchariidae. وأسماك الأريداي مقسمة إلى فصيلتين فرعيتين: Galeichthys هو الجنس الوحيد المصنف في الفصيلة الفرعية Galeichthyinae، بينما بقية الجنس تصنف في الفصيلة الفرعية Ariinae.
سابقًا كان يتم جمع أسماك الأريداي في الفصيلة الفرعية Doradoidea، ولكن تم نقلها بعد ذلك إلى Bagroidea (جنبًا إلى جنب مع Austroglanididae وClaroteidae والشلباية وسلور القرش وأبو الزمير وPimelodidae. وتم تصنيفها أيضًا في الفصيلة العليا Arioidea التي تتضمن الأريداي وAnchariidae.

## التوزيع والموطن
وتتواجد Ariids حول العالم في المناطق الحرارية الاستوائية والدافئة. وAriids غريبة ضمن سمك السلور في أنهم يعيشون بشكلٍ أساسي في البحر؛ ومعظم إناث سمك السلور هي بالأخص أسماك ماء عذب ولها قدرة تَحمّل ضعيفة تجاه أوضاع الماء المسوس أو البحري. ويمكن العثور على سمك سلور Ariid في البحار المعتدلة والاستوائية حول الخطوط الساحلية عند أمريكا الشمالية وأمريكا الجنوبية وإفريقيا وآسيا وأستراليا. ويغيبوا عن أوروبا وأنتاركتيكا.
العديد من الأنواع تتواجد أيضًا في مواطن الماء العذب، وبعض الأنواع تظهر فقط في الماء العذب. ويوجد في شمال وجنوب أمريكا 43 نوعًا تمتد حتى الماء المسوس أو متواجدة بشكلٍ حصري في المياه العذبة.

## المظهر والتشريح
لسمك سلور الأريداي زعنفة ذيلية متشعبة عميقة. وعادة يكون هناك ثلاثة أزواج من بربيس. ولها بعض الألواح العظمية على رأسها بجانب زعنفتها الظهرية. ولبعض الأنواع على الأقل أشواك سامة على زعانفها الظهرية والصدرية.

### الجمجمة

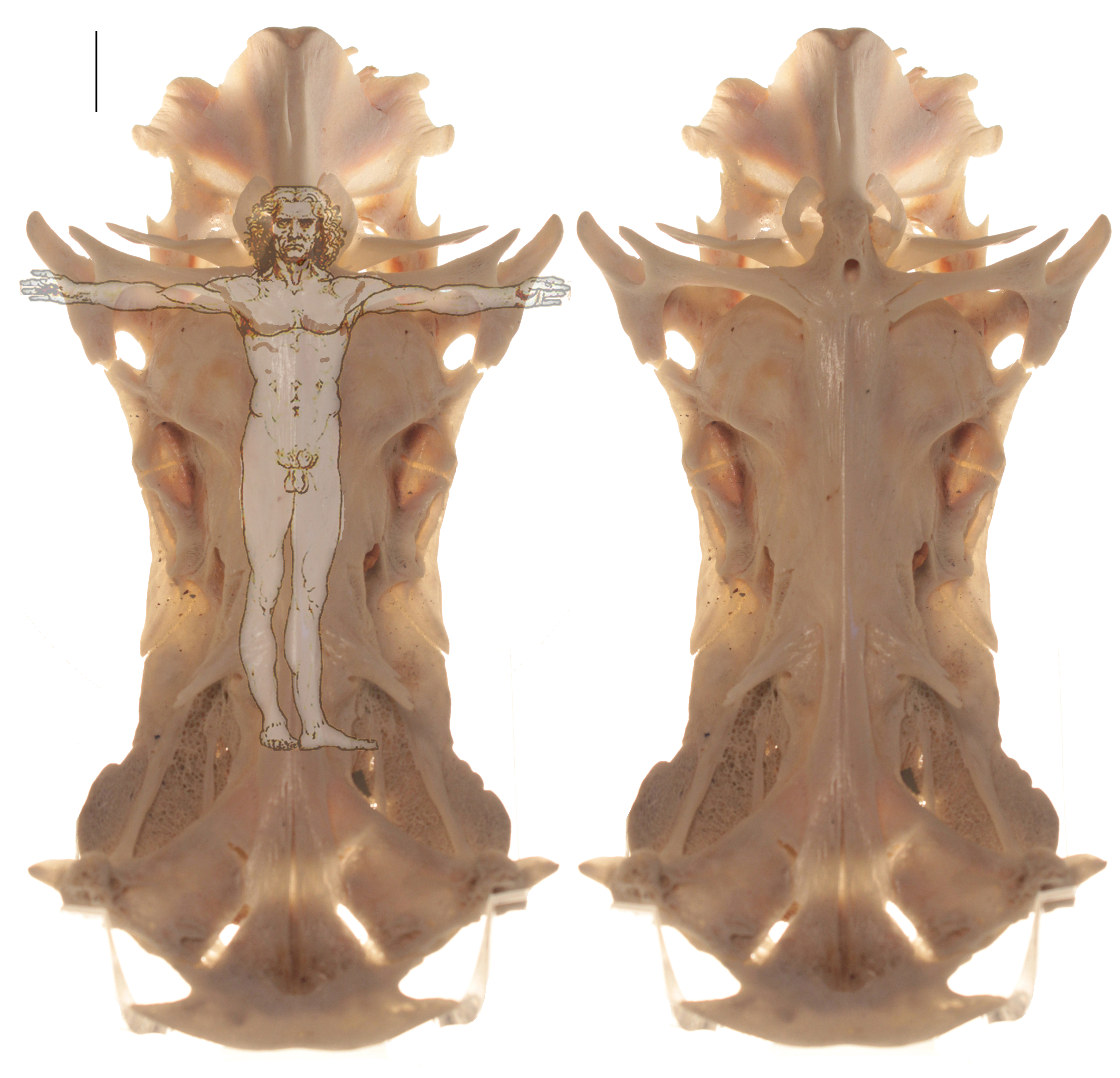
الصورة على اليسار بها رجل فيتروفيان مفترض حيث يقال أن يسوع مصور على جمجمة سمك سلور Ariid، بينما الصورة على اليمين توضح ببساطة الجمجمة. في الركن الأعلى على اليسار، الخط الأسود الصغير يوفر مقياس.

أطلق أحيانًا على سمك سلور Ariid سمك سلور المسيح المصلوب بسبب أن جمجمتهم (يسارًا) تشبه رجلاً مصلوبًا. وهذا مثال على الباريدوليا.

## علم البيئة
بعيدًا عن موطنها البحري، لسمك السلور آريد عدد من التكيفات الفريدة من نوعها التي تميزهم عن سمك السلور الآخر. ومعظم الأنواع، إن لم تكن كلها، هي سمك حاملة في الفم، مع حمل ذكرها لمجموعةٍ صغيرة مكونة من عدة دزينات من البيض بحجم كرة الجولف، لحوالي الشهرين حتى تفقس البيوض ويصبح صغار السمك أحرارًا للسباحة.

## العلاقة بالــبشر
من الأنواع المعروفة جيدًا من سمك سلور آريد هو سمك السلور الصلب الرأس، Ariopsis felis، المتوافر بكثرةٍ على طول الساحل الغربي للأطلسي من ماساتشوستس إلى المكسيك. ومع أن أسماك السلور صلب الرأس يصل لوزنٍ يبلغ حوالي 5.5 كيلوغرام (12 رطل) وتأكل جيدًا، فإن لها سمعة مختلطة كـ أسماك للمسابقات الرياضية وعادة ما تعتبر مصدر إزعاج فيما يتعلق بسرقتها للطعم.
ومن الأنواع الأقل وفرة، وتعتبر بشكلٍ أكثر كسمك للمسابقات الرياضية والطعام هو سمك سلور الغاف ذو الشراع الأعلى، Bagre marinus. ويمتد نطاق سمك الغاف جنوبًا، حتى فنزويلا.
ولسمك سلور آريد الأصغر قيمة صغيرة كسمكٍ عام ومربى مائي. في 1972، تلقى مربى شيدد المائي في شيكاغو هتافًا عالميًا لأول توالد لأسماك Ariopsis felis في الأسر، وهو إنجاز قاموا بتكراره عدة مرات منذ ذلك الحين. وسمك السلور سمك القرش الكولومبية Sciades seemanni (المسمى حتى قريبًا بـ Hexanematichthys seemanni) هو سمك مربيات مائية شائع، وبالرغم من أنه تم بيعه تحت مجموعةٍ من الأسماء الزائفة، مثل Arius jordani وArius seemani. ومن الأنواع الأقل شيوعًا في البيع Arius berneyi وArius graeffei.